# Jesper Jensen
Pour les articles homonymes, voir Jensen.
Jesper Jensen, né le 30 octobre 1977 à Aarhus, est un joueur et entraîneur danois de handball.
En 2020, il est nommé sélectionneur de l'équipe nationale féminine du Danemark et conduit à son retour sur les podiums avec deux finales aux Championnats d'Europe (2022 et 2024) et trois médailles de bronze (Jeux olympiques 2024 et Championnats du monde 2021 et 2023). Entre-temps, il a été élu meilleur entraîneur mondial d'une équipe féminine en 2021.

## Biographie
Il est le frère de la handballeuse Trine Jensen.

## Palmarès de joueur

### Sélection nationale
Championnats du monde
- Médaille de bronze au Championnat du monde 2007,  Allemagne

Championnats d'Europe
- Médaille d'or au Championnat d'Europe 2008,  Norvège
- Médaille de bronze au Championnat d'Europe 2006,  Suisse
- Médaille de bronze au Championnat d'Europe 2004,  Slovénie

### Club
Compétitions internationales
- Coupe d'Europe Challenge (C4)
  - Vainqueur (2) : 2002, 2003

Compétitions nationales
- Championnat du Danemark
  - Deuxième (1) : 2003
- Coupe du Danemark
  - Vainqueur (1) : 2000
  - Finaliste (3) : 2004, 2005, 2013

## Palmarès d'entraîneur

### Sélection nationale
Championnats d'Europe
- Médaille de bronze aux Jeux olympiques 2024

Championnats du monde
- Médaille de bronze au Championnat du monde 2021
- Médaille de bronze au Championnat du monde 2023

Championnats d'Europe
- 4e place au Championnat d'Europe 2020
- Médaille d'argent au Championnat d'Europe 2022
- Médaille d'argent au Championnat d'Europe 2024

### Club
Compétitions internationales
- Ligue des champions (C1)
  - Troisième (2) : 2024
  - Quatrième (2) : 2022 et 2023
- Ligue européenne (C3)
  - Finaliste (1) : 2019

Compétitions nationales
- Championnat du Danemark
  - Vainqueur (4) : 2019, 2020, 2023, 2024
  - Finaliste (1) : 2022
- Coupe du Danemark
  - Vainqueur (4) : 2018, 2022, 2023, 2024

### Distinctions
- élu meilleur entraîneur mondial d'une équipe féminine en 2021